# Utivarachna gui
Utivarachna gui là một loài nhện trong họ Trachelidae.
Loài này thuộc chi Utivarachna. Utivarachna gui được miêu tả năm 1998 bởi Zhu, Da-xiang Song & Joo-Pil Kim.